# 14. září
14. září je 257. den roku podle gregoriánského kalendáře (258. v přestupném roce). Do konce roku zbývá 108 dní.

## Události

### Česko
- 1092 – Břetislav II., nejstarší syn Vratislava II., se stal českým knížetem.
- 1862 – V Praze vyšlo první číslo německojazyčného deníku Politik.
- 1884 – Vznik Pohorské jednoty Radhošť, prvního československého turistického spolku.
- 1920 – Vláda Vlastimila Tusara odstoupila
- 1938 – Vůdce Sudetoněmecké strany Konrád Henlein vydal prohlášení, v němž poprvé jasně vyjádřil požadavek na připojení území Sudet k Německu.
- 1950 – Odstřel ve vápencovém lomu Zlatý kůň na Berounsku odhalil systém krasových jeskyní; postup lomu byl poté zastaven a Koněpruské jeskyně se otevřely veřejnosti 2. srpna 1959.
- 1953 – Ministerstvo národní bezpečnosti zrušeno, jeho pravomoci přešly na ministerstvá vnitra.
- 1993 – Hrálo se 1.kolo prvního ročníku České hokejové extraligy.
- 1999 – Automobilka Škoda Auto představila veřejnosti nový malý kompaktní automobil Škoda Fabia coby nástupce ikonického modelu Škoda Felicia.
- 2012 – Z důvodů série otrav methanolem byl v celém Česku vyhlášen úplný zákaz prodeje alkoholických nápojů s obsahem alkoholu nad 20 %.

### Svět
- 1829 – Uzavřen Drinopolský mír který ukončil rusko-tureckou válku (1828–1829). Rusko si vymohlo průjezd svého loďstva Bosporem a Dardanelami.
- 1901 – Osm dní po atentátu na Williama McKinleye president USA zemřel v Buffalo, NY. Viceprezident Theodore Roosevelt složil prezidentský slib jako 24. prezident USA. McKinley je už třetí prezident USA, který byl zavražděn.
- 1914 – První světová válka, východní fronta: bitva u Mazurských jezer skončila drtivou porážkou ruské armády.
- 1944 – Rudá armáda zahájila útok na Pobaltí – Baltickou operaci.
- 1959 – Sovětská sonda Luna 2 přistála na Měsíci a stala se tak první lidským objektem, který doletěl na Měsíc.
- 1999
  - Kiribati, Nauru a Tonga vstoupily do Organizace spojených národů.
  - Nový český vůz Škoda Fabia byl představen na mezinárodním autosalonu ve Frankfurtu nad Mohanem.
- 2001 – Mezinárodní arbitrážní soud ve Stockholmu se ve sporu americké společnosti CME a české TV Nova vyslovil v neprospěch České republiky a rozhodl, že český stát musí americkému podnikateli Ronaldu Lauderovi uhradit vzniklou škodu.

## Narození

### Česko

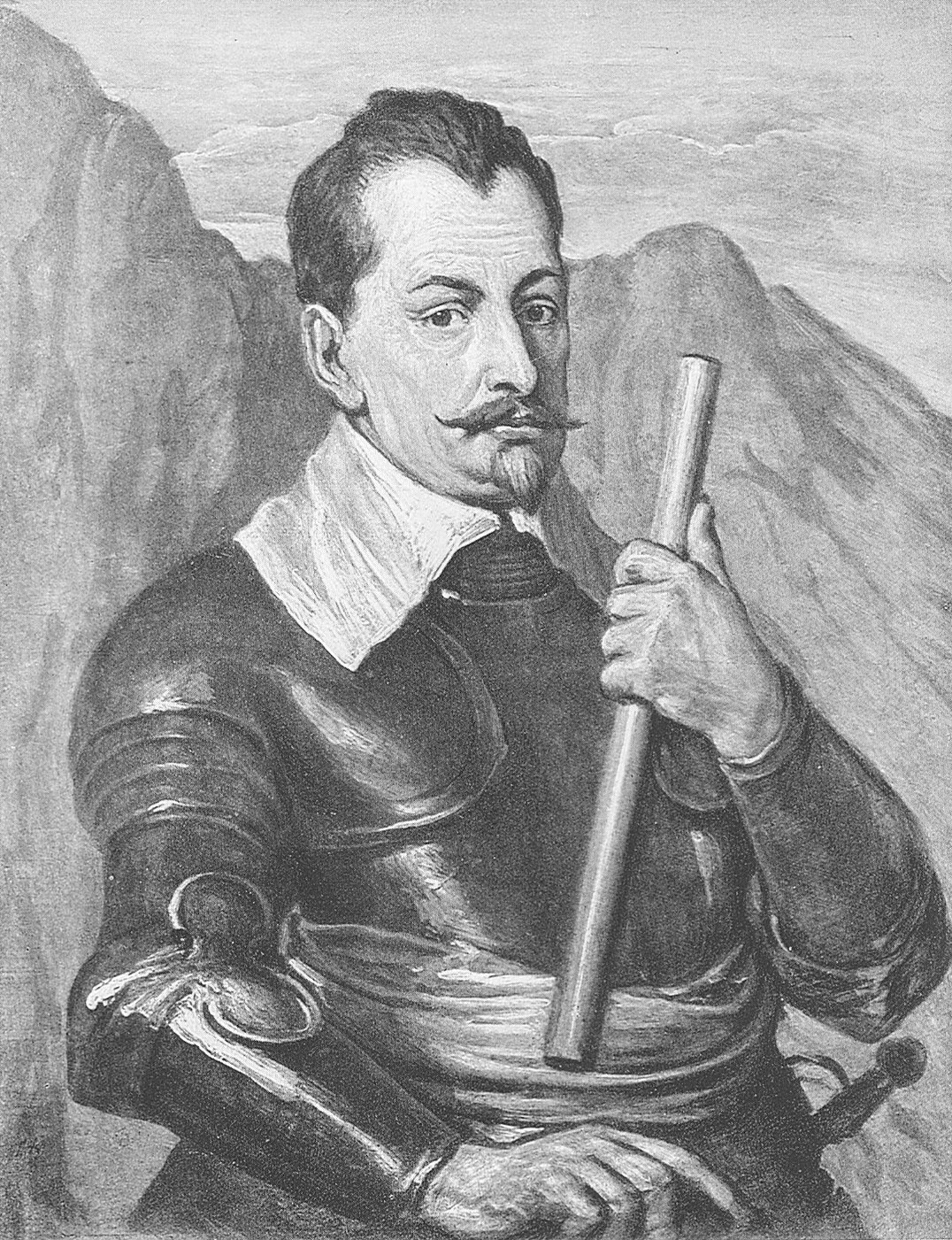
Albrecht z Valdštejna (* 1583)

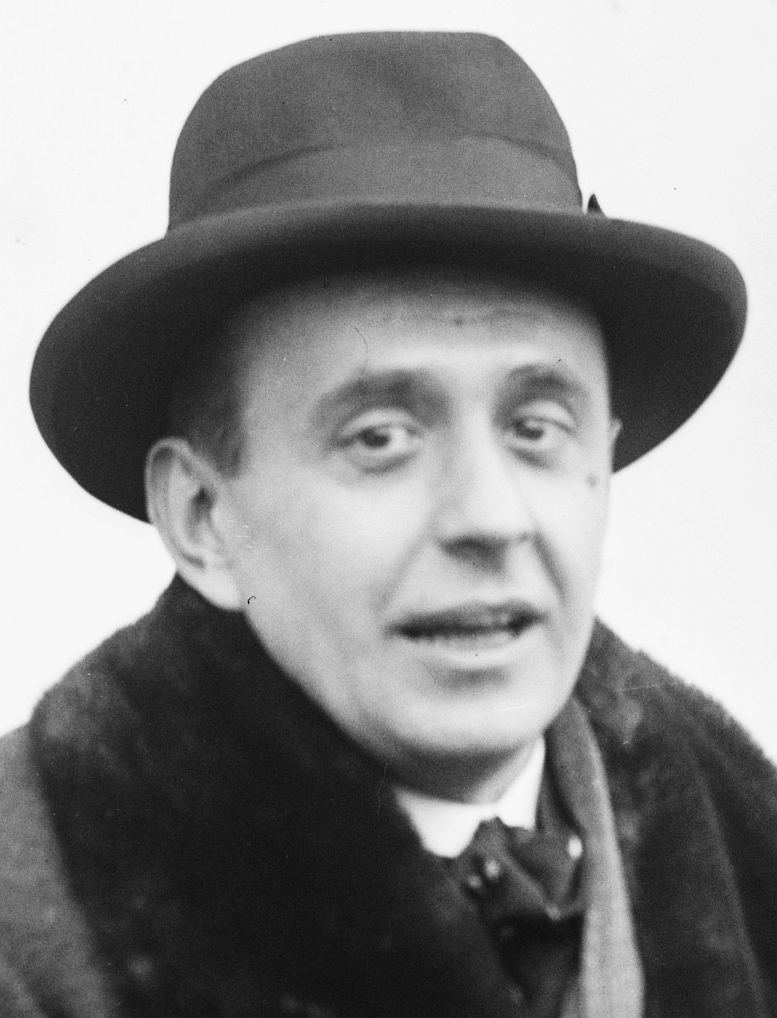
Jan Masaryk (* 1886)

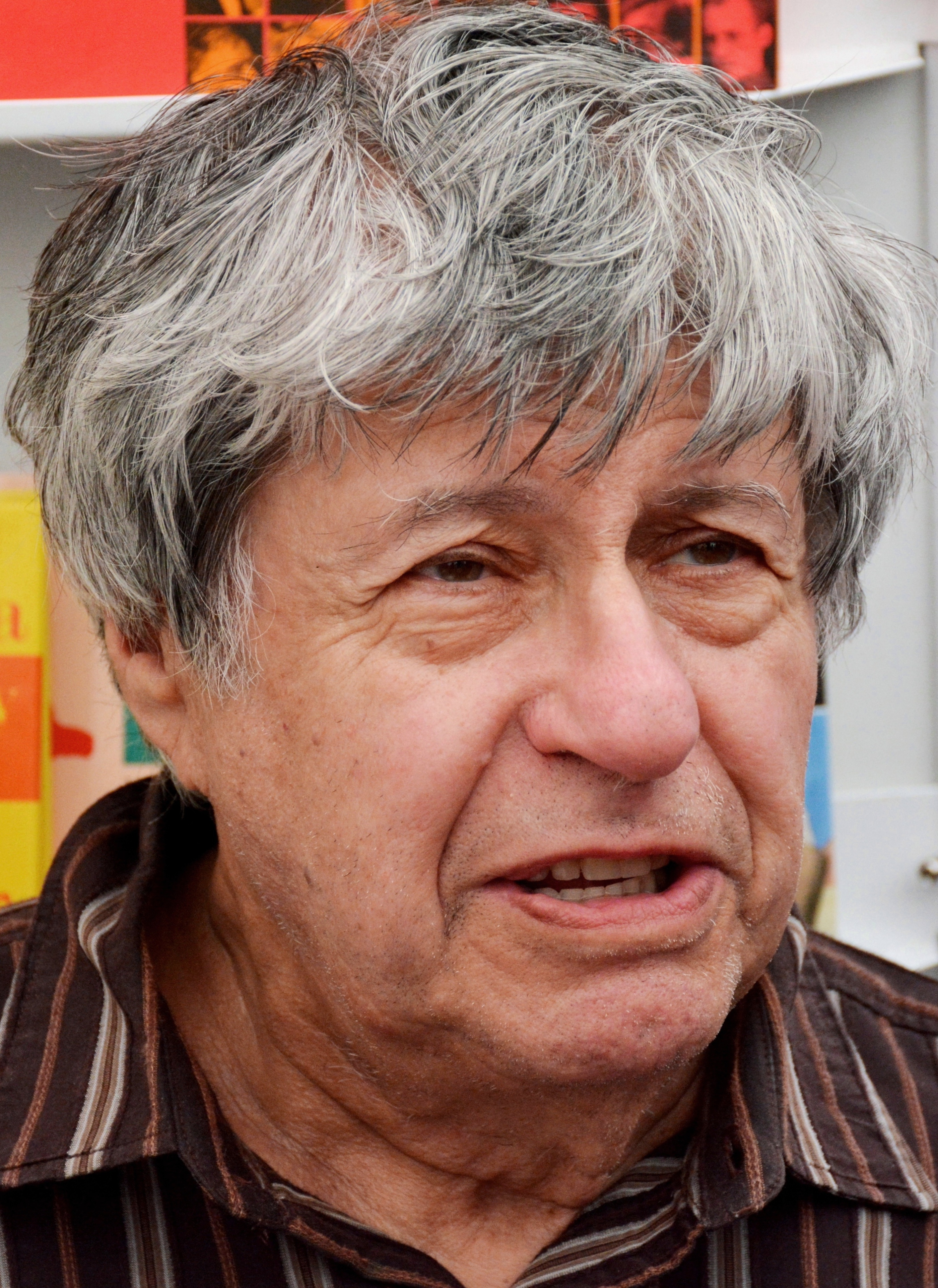
Ivan Klíma (* 1931)

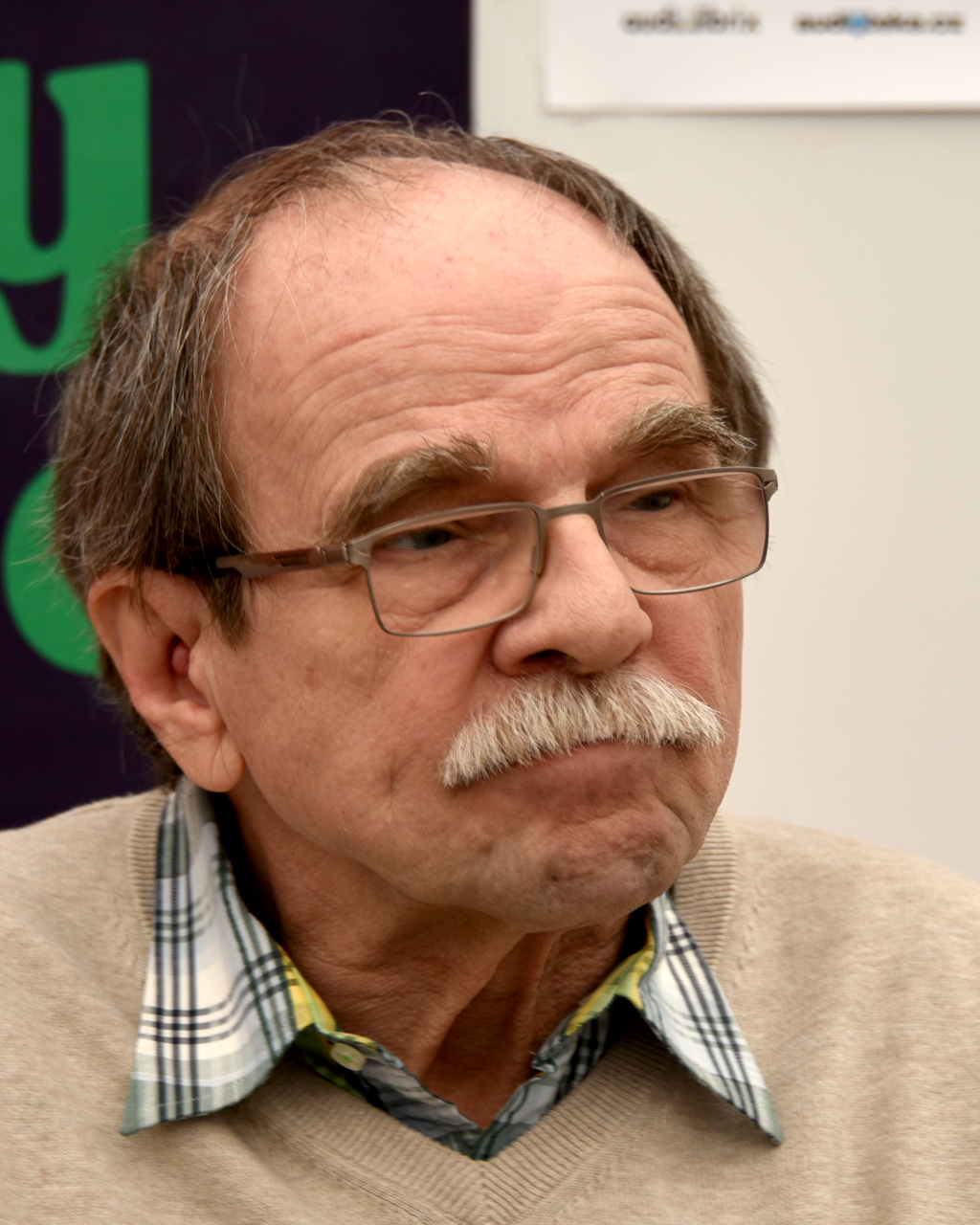
Jaroslav Uhlíř (* 1945)

- 1583 – Albrecht z Valdštejna, vojevůdce a politik († 25. února 1634)
- 1761 – Pavel Lambert Mašek, varhaník a hudební skladatel († 22. listopadu 1826)
- 1820 – Václav Levý, sochař († 30. dubna 1870)
- 1827 – Jan Václav Kautský, malíř a jevištní výtvarník († 4. září 1896)
- 1832 – Josef Košín z Radostova, autor a sběratel pohádek († 10. listopadu 1911)
- 1833 – Jan Václav Lego, národní buditel a spisovatel († 17. září 1906)
- 1838 – František Jaroslav Kubíček, teolog, filozof, redaktor a spisovatel († 17. února 1865)
- 1846 – Bedřich Pacák, politik († 24. května 1914)
- 1860 – Josef Richard Vilímek, vydavatel († 6. listopadu 1938)
- 1873 – Václav Felix, fyzik, rektor Českého vysokého učení technického († 19. února 1933)
- 1875 – František Seidl, československý politik († ?)
- 1877 – Hans Knirsch, československý politik německé národnosti († 7. prosince 1933)
- 1886 – Jan Masaryk, diplomat, československý ministr zahraničí, syn prezidenta Tomáše Garrigua Masaryka († 10. března 1948)
- 1890
  - Ladislav Kuncíř, nakladatel († 5. června 1974)
  - Rudolf Černý, architekt († 1. dubna 1977)
- 1891 – Ada Nordenová, operní pěvkyně († 18. prosince 1973)
- 1892 – Jiří Julius Fiala, hudební skladatel, herec a dirigent († 3. srpna 1974)
- 1895 – Leonard Rotter, sochař a malíř († 14. července 1963)
- 1896 – Rudolf Rauscher, právní historik († 6. listopadu 1941)
- 1901 – Marie Brožová, filmová a divadelní herečka († 26. září 1987)
- 1903 – Oldřich Pecl, právník, oběť komunistického teroru († 27. června 1950)
- 1904
  - František Illek, fotograf († 17. června 1969)
  - Karel Šrom, hudební skladatel a publicista († 21. října 1981)
- 1906
  - Karel Hofman, malíř († 27. listopadu 1998)
  - Augustin Machalka, opat kláštera v Nové Říši († 3. ledna 1996)
  - Jaroslav Průšek, sinolog († 7. dubna 1980)
- 1919
  - Jiří Cvekl, filozof a germanista († 1995)
  - Miroslav Barvík, hudební skladatel a kritik († 2. března 1998)
- 1924
  - Jitka Snížková, muzikoložka, skladatelka, klavíristka a cembalistka († 11. května 1989)
  - Jaroslav Škarvada, biskup († 14. června 2010)
- 1927 – Karel Pezl, náčelník Generálního štábu Armády České republiky († 10. října 2022)
- 1929 – Jaroslav V. Polc, kněz a církevní historik († 15. ledna 2004)
- 1930 – Karel Cop, scenárista dramaturg († 16. listopadu 2002)
- 1931
  - Ivan Klíma, spisovatel
  - Pavel Blatný, klavírista, skladatel, muzikolog, dirigent a hudební pedagog († 20. ledna 2021)
- 1932 – Karel Beneš, biolog († 12. května 2006)
- 1936 – Jiří Anderle, akademický malíř a grafik
- 1943
  - Jan Vala, herec a moderátor
  - Jana Gazdíková, herečka († 3. října 2022)
- 1944
  - František Janeček, producent, klávesista a kapelník
  - Jiří Suchomel, architekt
- 1945 – Jaroslav Uhlíř, skladatel a zpěvák
- 1946 – Miroslav Zeman, československý zápasník
- 1952
  - Jindřich Svoboda, fotbalista
  - Jindřich Parma, hudební skladatel
- 1966 – Marek Vácha, biolog, kněz, teolog, spisovatel
- 1967 – Ivan Masařík, biatlonista
- 1973 – Petr Jákl, judista, filmový producent, režisér a kaskadér
- 1982 – Petr Průcha, hokejista
- 1983 – Felix Slováček mladší, hudebník, saxofonista a klarinetista
- 1984 – Michal Lieberzeit, operní pěvec, režisér, herec
- 1985 – Kristýna Leichtová, herečka

### Svět

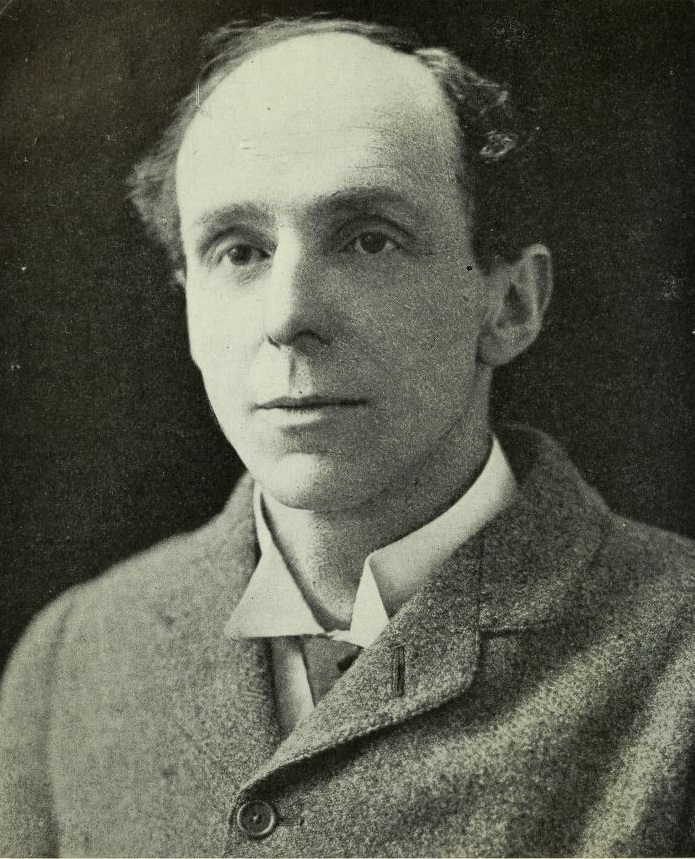
Robert Cecil (* 1864)

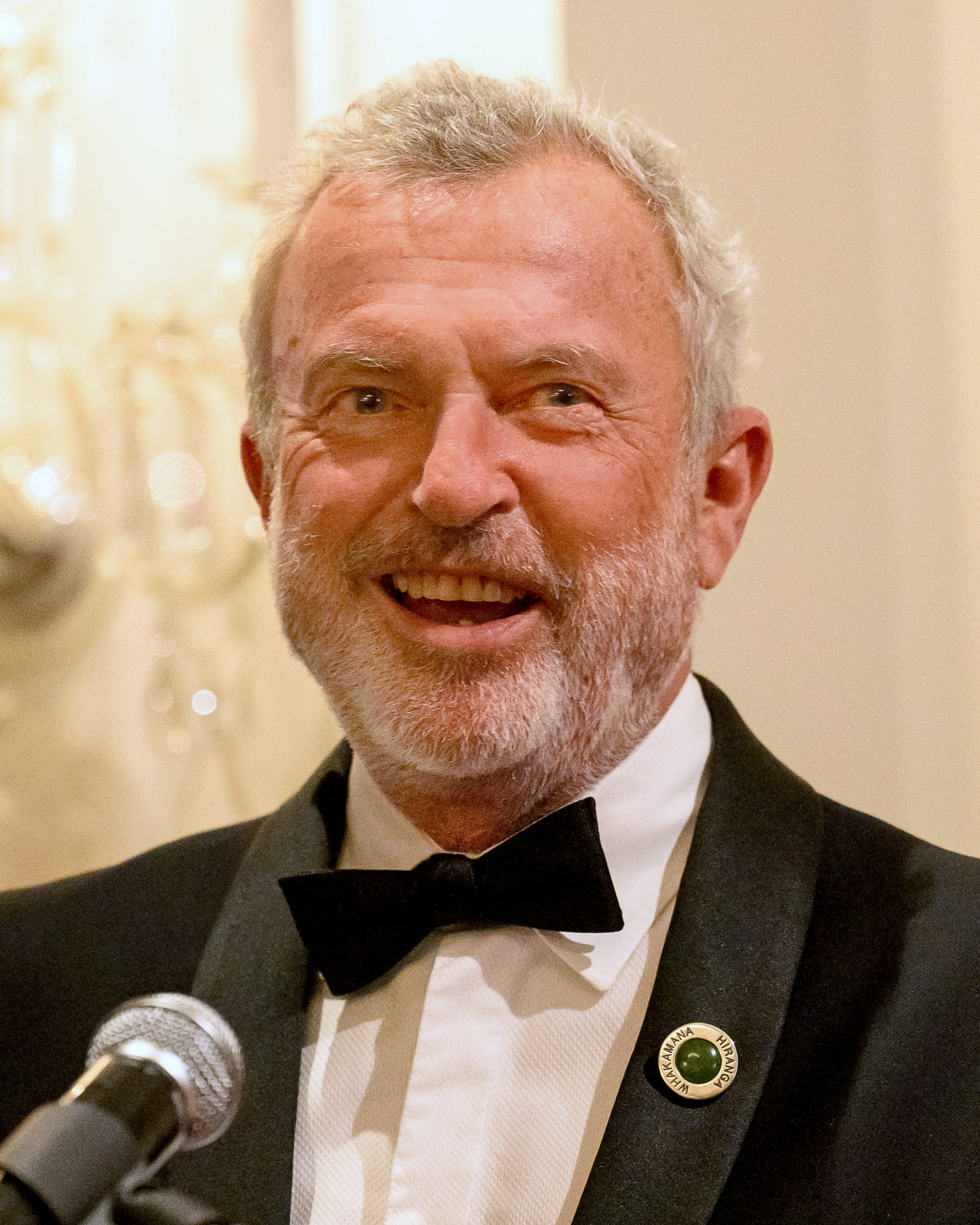
Sam Neill (* 1947)

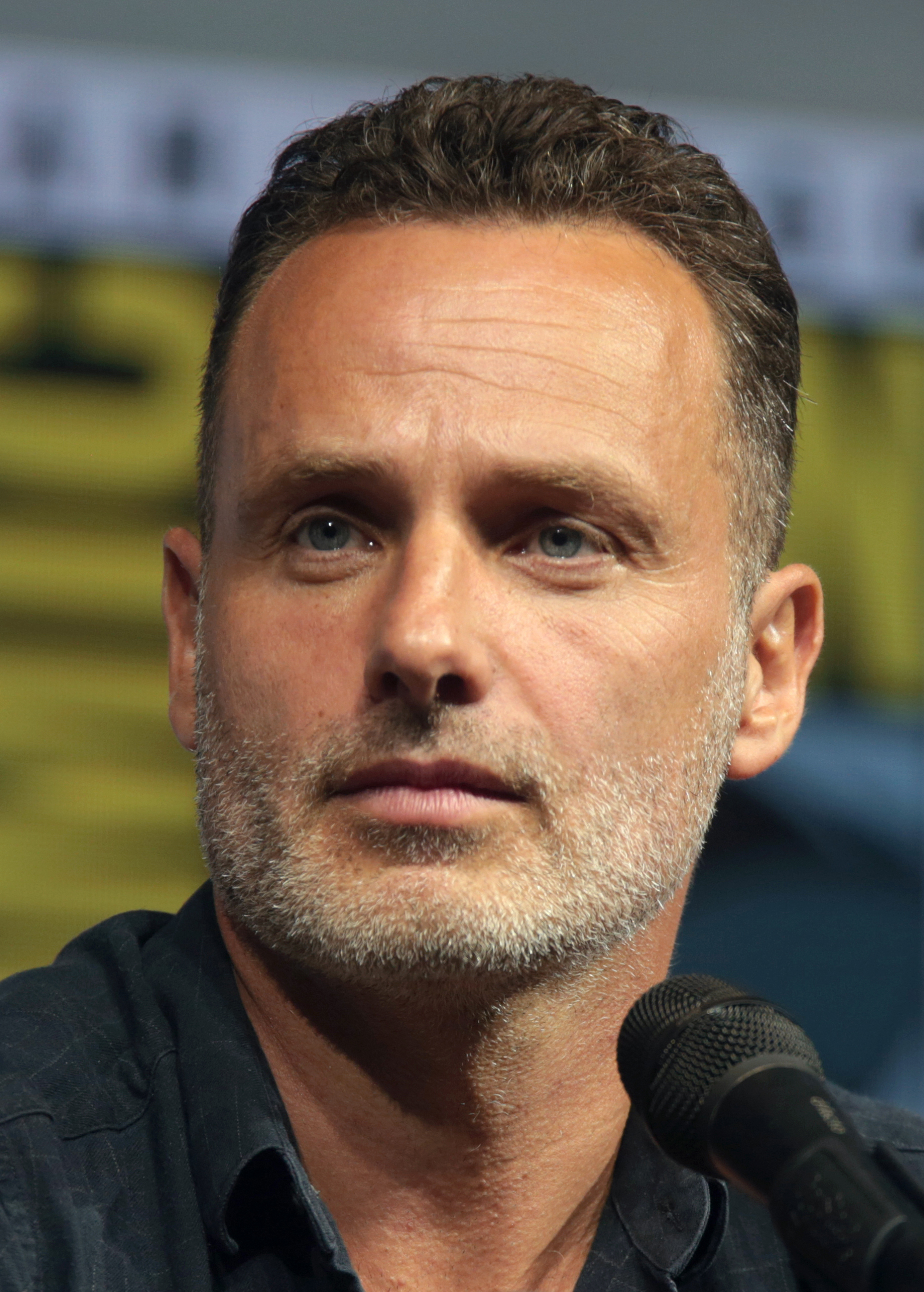
Andrew Lincoln (* 1973)

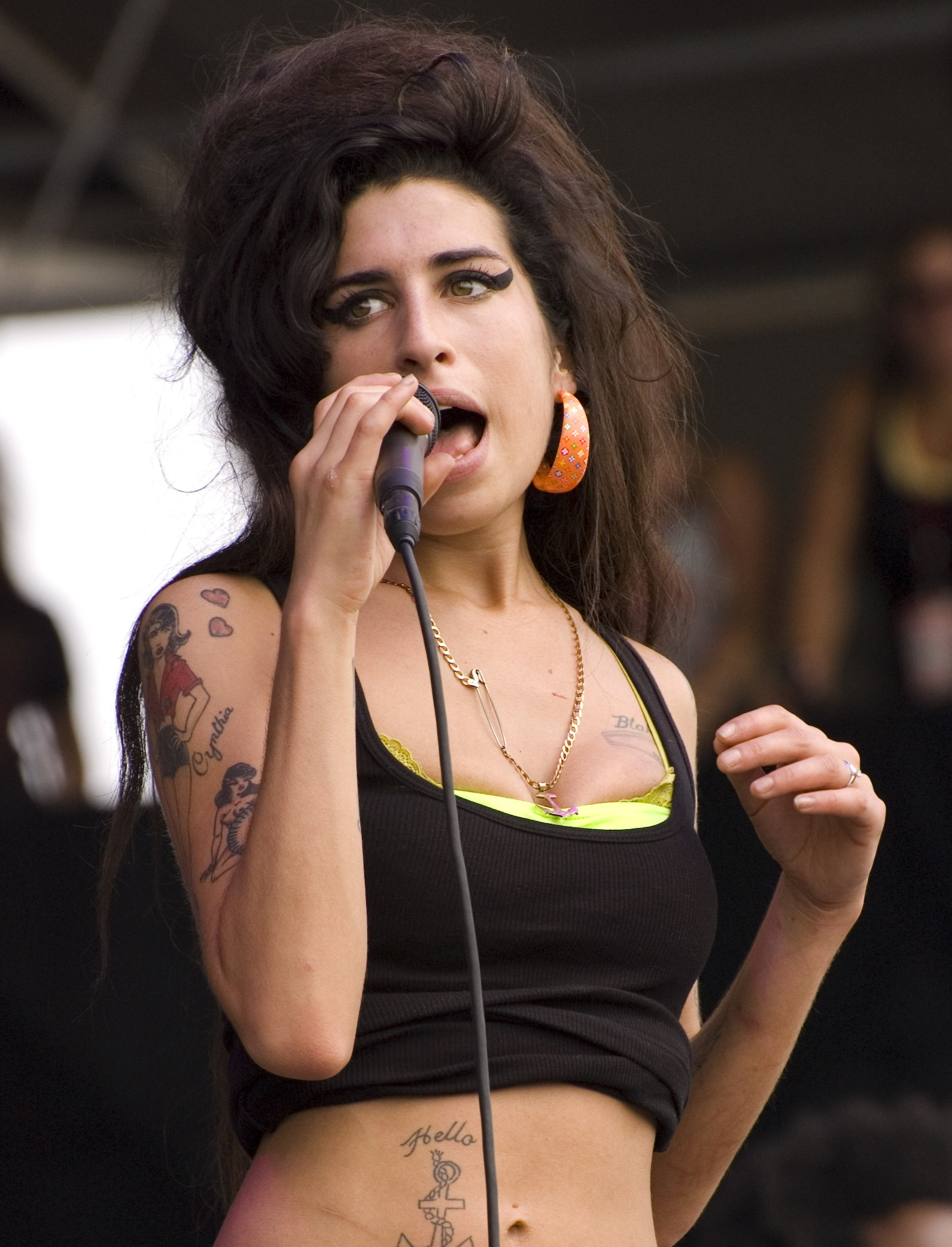
Amy Winehouse (* 1983)

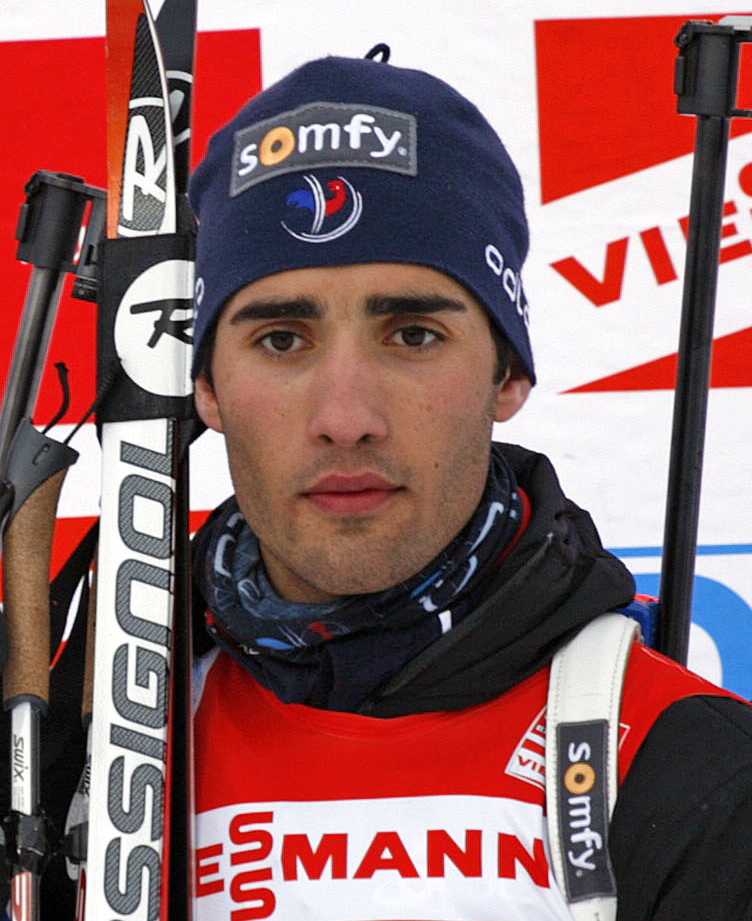
Martin Fourcade (* 1988)

- 1169 – Alexios II. Komnenos, byzantský císař († říjen 1183)
- 1486 – Heinrich Cornelius Agrippa von Nettesheim, německý teosof, okultista, alchymista a lékař († 18. února 1535)
- 1547 – Johan van Oldenbarnevelt, nizozemský státník, který sehrál důležitou úlohu za nizozemské revoluce († 13. května 1619)
- 1580 – Francisco de Quevedo, španělský barokní spisovatel a diplomat († 8. září 1645)
- 1618 – Peter Lely, nizozemský malíř († 30. listopadu 1680)
- 1632 – František Hyacint Savojský, savojský vévoda († 4. října 1638)
- 1737 – Michael Haydn, rakouský hudební skladatel, mladší bratr Josepha Haydna († 10. srpna 1806)
- 1760 – Luigi Cherubini, italsko-francouzský hudební skladatel († 15. března 1842)
- 1769 – Alexander von Humboldt, německý přírodovědec a cestovatel, spoluzakladatel geografie jako vědy († 6. května 1859)
- 1791 – Franz Bopp, německý jazykovědec († 23. října 1867)
- 1804 – John Gould, anglický ornitolog († 3. února 1881)
- 1817
  - Theodor Storm, německý spisovatel a básník († 4. července 1888)
  - Štěpán Habsbursko-Lotrinský, rakouský arcivévoda a uherský palatin († 19. února 1867)
- 1827 – Hermann Krone, německý fotograf, vědec a publicista († 17. září 1916)
- 1859 – Jānis Čakste, první prezident meziválečného Lotyšska († 14. března 1927)
- 1862 – Eugen Ehrlich, rakouský právník, zakladatel sociologie práva († 2. května 1922)
- 1864 – Robert Cecil, britský politik, první prezident Společnosti národů († 24. listopadu 1958)
- 1876 – Cesar Klein, německý expresionistický malíř († 13. března 1954)
- 1879 – Margaret Sangerová, americká feministka († 6. září 1966)
- 1880 – Archie Hahn, americký sprinter († 21. ledna 1955)
- 1883 – Martin Dibelius, německý evangelický teolog († 11. listopadu 1947)
- 1886 – Erich Hoepner, generál německého Wehrmachtu († 8. srpna 1944)
- 1887 – Karl Taylor Compton, americký fyzik († 22. června 1954)
- 1891
  - Edgar Bain, americký metalurg († 27. listopadu 1971)
  - Ivan Matvejevič Vinogradov, ruský matematik († 20. března 1983)
- 1900 – Gustaf Johansson, švédský hokejista († 1. července 1971)
- 1901 – Andrej Andrejevič Vlasov, sovětský generál († 1. srpna 1946)
- 1902 – Nikolaj Iljič Kamov, letecký konstruktér († 24. listopadu 1973)
- 1904 – Semjon Děnisovič Ignaťjev, sovětský ministr státní bezpečnosti († 27. listopadu 1983)
- 1906 – Marcello Mascherini, italský sochař a scénograf († 19. února 1983)
- 1907 – Solomon Asch, americký sociální psycholog († 20. února 1996)
- 1908 – Michael Černohorský, černohorský korunní princ († 24. března 1986)
- 1913
  - Annalisa Ericsonová, švédská herečka († 21. dubna 2011)
  - Jacobo Árbenz Guzmán, guatemalský plukovník a politik († 27. ledna 1971)
- 1914 – Mae Boren Axton, americká hudební skladatelka († 9. dubna 1997)
- 1916 – Luis Corvalán, generální tajemník Komunistické strany Chile († 21. července 2010)
- 1920
  - Alberto Calderón, argentinský matematik († 16. dubna 1998)
  - Mario Benedetti, uruguayský novinář a spisovatel († 17. května 2009)
  - Lawrence Klein, americký ekonom, nositel Nobelovy ceny († 20. října 2013)
- 1921 – Paulo Evaristo Arns, brazilský kardinál († 14. prosince 2016)
- 1926 – Michel Butor, francouzský spisovatel († 24. srpna 2016)
- 1927 – Edmund Casimir Szoka, americký kardinál († 20. srpna 2014)
- 1928
  - Ján Kramár, slovenský herec († 28. listopadu 2020)
  - Humberto Maturana, chilský molekulární biolog († 6. května 2021)
  - Alberto Korda, kubánský fotograf († 25. května 2001)
  - Günther Landgraf, německý fyzik českého původu († 12. ledna 2006)
- 1934 – Kate Millett, americká feministická spisovatelka a aktivistka († 6. září 2017)
- 1936 – Walter Koenig, americký herec, spisovatel, pedagog a režisér
- 1937
  - Joseph Jarman, americký jazzový hudebník a kněz († 9. ledna 2019)
  - Renzo Piano, italský architekt
- 1938 – Tiziano Terzani, italský reportér, novinář a publicista († 28. července 2004)
- 1943 – Tony Hooper, anglický písničkář a hudebník († 18. listopadu 2020)
- 1946 – Pete Agnew, skotský baskytarista, člen skupiny Nazareth
- 1947
  - Jerzy Popiełuszko, polský kněz zavražděný příslušníky komunistické tajné policie († 19. října 1984)
  - Sam Neill, novozélandský herec
- 1949
  - Ed King, americký hudebník († 22. srpna 2018)
  - Fred Sonic Smith, americký kytarista († 4. listopadu 1994)
  - Steve Gaines, americký hudebník († 20. října 1977)
- 1950
  - Paul Kossoff, britský blues-rockový kytarista, známý jako člen skupiny Free († 19. března 1976)
  - Doug Rauch, americký baskytarista († 23. dubna 1979)
  - Eugene Trinh, vietnamský astrofyzik a kosmonaut
- 1953 – Ján Slota, slovenský politik
- 1955
  - Geraldine Brooksová, australská novinářka a spisovatelka
  - Lev XIV., vlastním jménem Robert Francis Prevost Martínez, 267. papež
- 1956 – Kostas Karamanlis, řecký politik
- 1958 – Viliam Klimáček, slovenský spisovatel, dramatik a básník
- 1960 – Melissa Leo, americká herečka
- 1961 – Martina Gedecková, německá herečka
- 1963 – Jaromír Dragan, slovenský hokejový brankář
- 1964 – Paoletta Magoniová, italská alpská lyžařka
- 1965 – Dmitrij Medveděv, ruský právník a politik
- 1967 – Ri Mjong-hun, severokorejský basketbalista
- 1973
  - Nas, americký rapper, hudebník a herec
  - Andrew Lincoln, britský herec
- 1974 – Hišám Al-Karúdž, marocký atlet, běžec na dlouhé tratě
- 1978 – Ron DeSantis, americký politik
- 1981 – Ashley Robertsová, americká tanečnice, zpěvačka a herečka, členka skupiny Pussycat Dolls
- 1983
  - Amy Winehouse, britská zpěvačka († 23. července 2011)
  - Andres Ambühl, švýcarský lední hokejista
- 1986 – Andrew James Trauth, americký herec a zpěvák
- 1988 – Martin Fourcade, francouzský biatlonista
- 1989
  - I Čong-sok, jihokorejský herec a model
  - Jimmy Butler, americký basketbalista
- 1990 – Douglas Costa, brazilský fotbalista
- 1992 – Cassie Sharpeová, kanadská akrobatická lyžařka
- 1997 – Dominic Solanke, anglický fotbalista
- 2000 – Ethan Ampadu, velšský fotbalista

## Úmrtí

### Česko

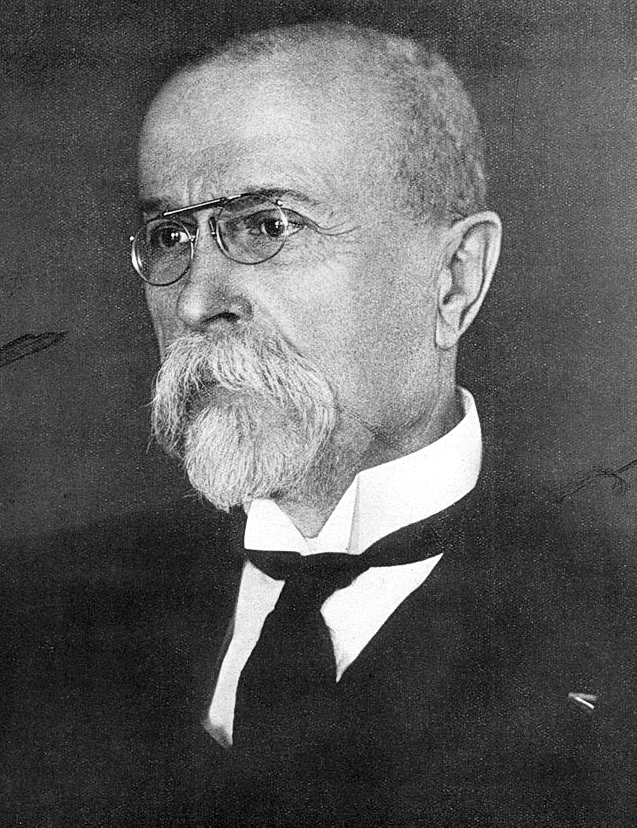
Tomáš Garrigue Masaryk († 1937)

- 1809 – Jan Karásek, vůdce loupežnické bandy (* 10. září 1764)
- 1874 – Josef Alexandr Dundr, učitel a vlastenec (* 1. dubna 1802)
- 1887 – Karel Navrátil, kněz a historik (* 29. října 1830)
- 1894 – Jan Jeřábek, právník a politik (* 18. září 1831)
- 1919 – Bedřich Pospíšil, československý politik (* 27. února 1881)
- 1931 – František Rambousek, entomolog a československý politik (* 1. dubna 1886)
- 1932 – Anton Karl Wüst, rakouský a český podnikatel a politik (* 11. ledna 1863)
- 1937 – Tomáš Garrigue Masaryk, filozof, politik a první československý prezident (* 7. března 1850)
- 1942 – Metoděj Jahn, prozaik a básník (* 15. října 1865)
- 1949 – František Václav Peřinka, regionální archivář a historik (* 26. února 1878)
- 1955 – Franz Carl Weiskopf, pražský, převážně německy píšící spisovatel a diplomat (* 3. dubna 1900)
- 1960 – Karel Dunovský, čs. ministr pošt a telegrafů (* 5. května 1878)
- 1966 – Václav Vích, kameraman (* 19. ledna 1898)
- 1972 – Jaroslav Helfert, muzeolog (* 27. září 1883)
- 1973
  - Hubert Slouka, astronom a popularizátor astronomie (* 6. února 1903)
  - Vladimír Syrovátka, kanoista, olympijský vítěz (* 19. června 1908)
- 1981 – František Vlček, scenárista (* 14. července 1910)
- 1991 – František Vaňák, 13. arcibiskup olomoucký (* 28. června 1916)
- 1992 – Stanislav Kocourek, československý fotbalový reprezentant (* 12. června 1921)
- 1994 – Karel Mejstřík, prozaik, publicista a pedagog (* 28. října 1902)
- 1995 – Jan Vanýsek, oftalmolog (* 5. srpna 1910)
- 2004 – Jiřina Táborská, literární historička a literární teoretička (* 10. července 1926)
- 2005 – Stanislav Tůma, fotograf (* 17. července 1950)
- 2007 – Bohumil Vávra, herec (* 4. listopadu 1916)
- 2010 – Hugo Demartini, sochař (* 11. července 1931)
- 2014 – Petr Příhoda, psychiatr, křesťanský pedagog a publicista (* 17. ledna 1939)
- 2021 – Ladislav Lubina, hráč a trenér ledního hokeje (* 11. února 1967)

### Svět

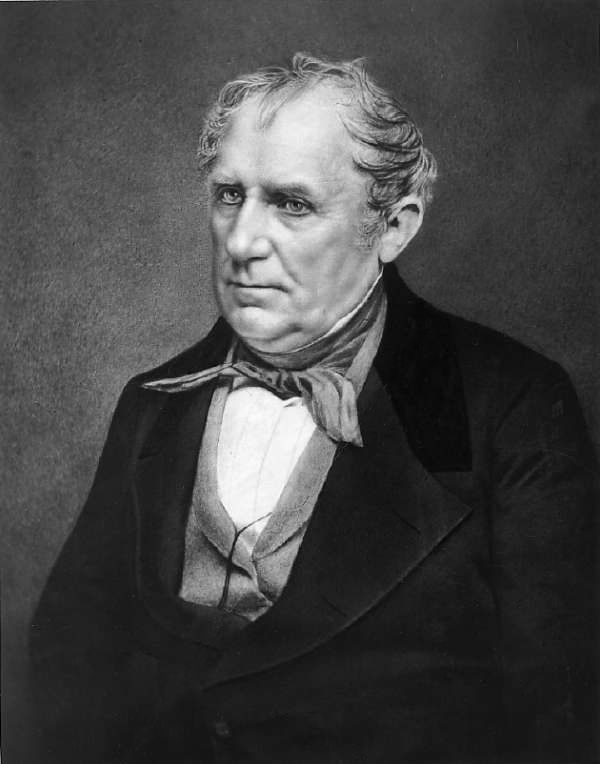
James Fenimore Cooper († 1851)

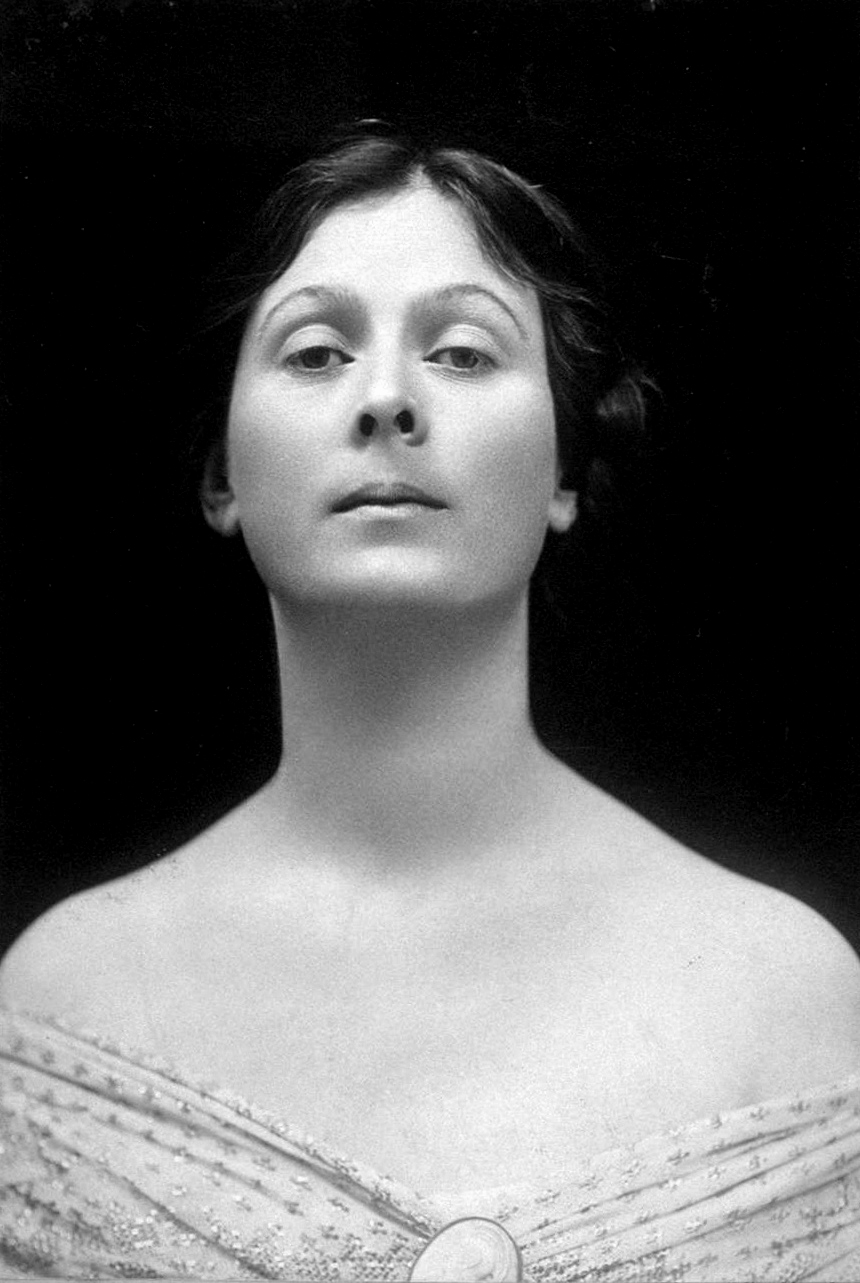
Isadora Duncanová († 1927)

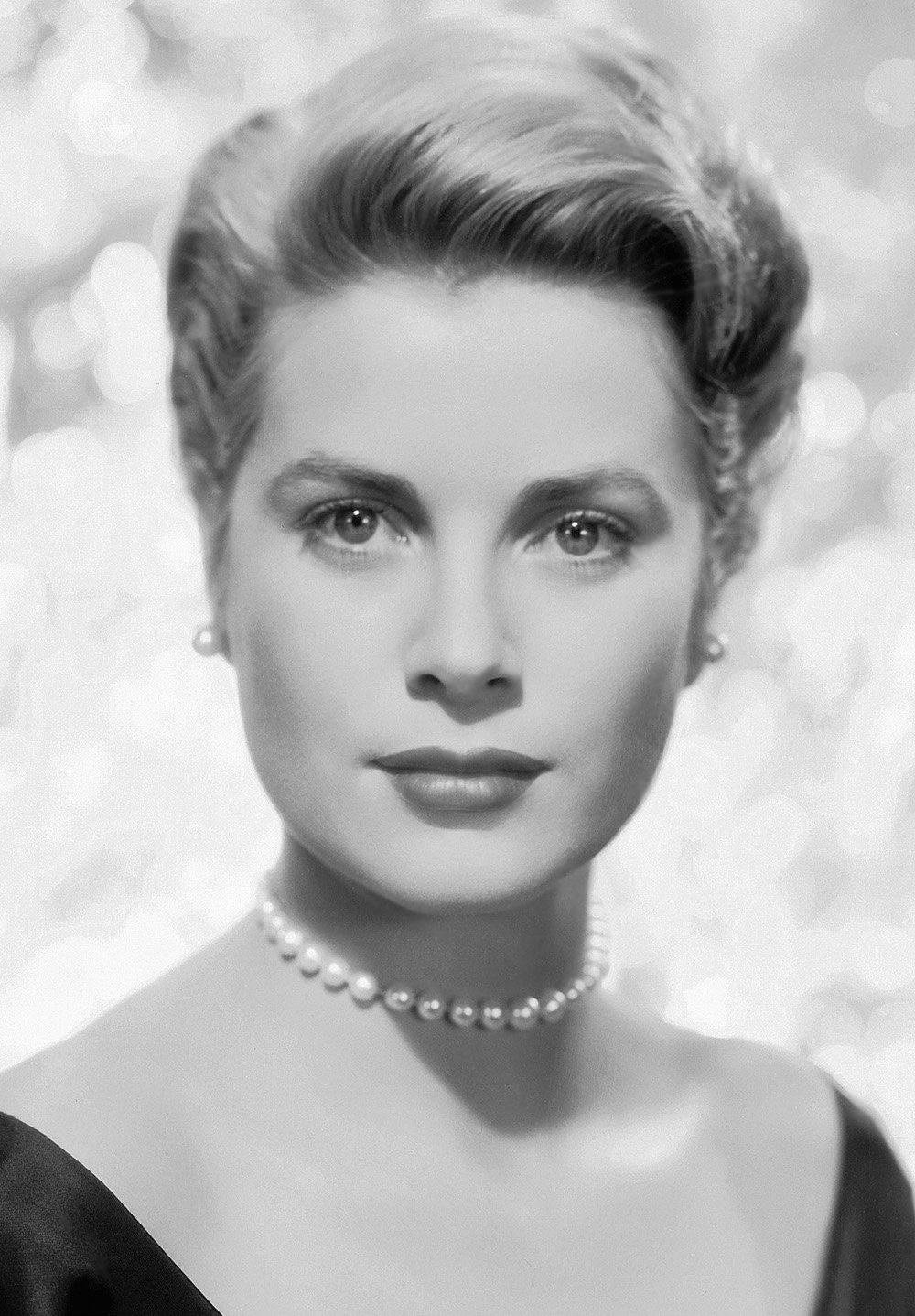
Grace Kellyová († 1982)

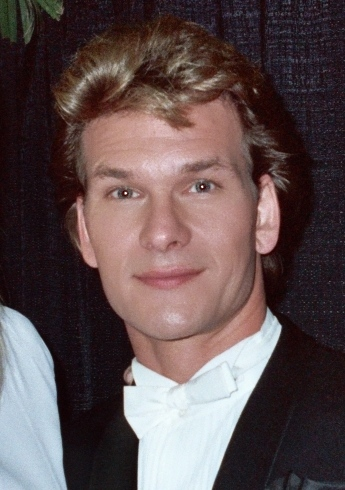
Patrick Swayze († 2009)

- 0258 – Cyprianus, biskup Kartága a důležitý starověký křesťanský spisovatel, církevní Otec (* poč. 3. století)
- 0585 – Bidacu, japonský císař (* 538)
- 0775 – Konstantin V. Kopronymos, byzantský císař (* 718)
- 0891 – Štěpán V., papež (* ?)
- 1126 – Konstancie Francouzská, francouzská princezna (* 1078)
- 1146 – Zengí, turecký atabeg (vojenský velitel a místodržící) v Mosulu a Aleppu, zakladatel dynastie Zengíovců (* 1085)
- 1214 – Albert Jeruzalémský, římskokatolický světec, italský biskup a latinský patriarcha Jeruzaléma (* 1149)
- 1321 – Dante Alighieri, italský renesanční spisovatel (* květen 1265)
- 1343 – Alžběta z Virneburgu, rakouská vévodkyně (* asi 1303)
- 1404 – Albrecht IV. Rakouský, rakouský vévoda z rodu Habsburků (* 19. září 1377)
- 1435 – Jan z Lancasteru, anglický princ, generál a státník (* 20. června 1389)
- 1487 – Mara Branković, dcera srbského knížete Đurađa Brankoviće, manželka osmanského sultána Murada II.
- 1523 – Hadrián VI., papež (* 2. března 1459)
- 1638 – John Harvard, donátor Harvardovy univerzity (* 26. listopadu 1607)
- 1712 – Giovanni Domenico Cassini, italsko-francouzský astronom (* 8. června 1625)
- 1759 – Louis-Joseph de Montcalm, francouzský šlechtic, velitel francouzských vojsk v Severní Americe za sedmileté války (* 28. února 1712)
- 1810 – Vilém Florentin Salm-Salm, belgický biskup, arcibiskup pražský (* 10. května 1745)
- 1817 – Hermína z Anhalt-Bernburg-Schaumburg-Hoymu, rakouská arcivévodkyně (* 2. prosince 1797)
- 1820 – François-Joseph Lefebvre, francouzský napoleonský maršál (* 25. října 1755)
- 1835 – Alexander McDonnell, irský šachista (* 22. května 1798)
- 1836 – Aaron Burr, americký právník, politik a dobrodruh, třetí viceprezident USA (* 6. února 1756)
- 1849 – Amálie Kristýna Bádenská, bádenská princezna a kněžna z Fürstenbergu (* 26. ledna 1795)
- 1851 – James Fenimore Cooper, americký spisovatel dobrodružných a historických románů (* 15. září 1789)
- 1852 – Arthur Wellesley, 1. vévoda z Wellingtonu, britský vojevůdce a státník (* 1. května 1769)
- 1869 – Amálie Kristýna Bádenská, bádenská princezna a kněžna z Fürstenbergu (* 26. ledna 1795)
- 1883 – Ernst Bruno Johannes Popp, německý sochař, modelér porcelánu, keramik (* 8. března 1819)
- 1885 – Gustav Becker, německý hodinář (* 2. května 1819)
- 1901 – William McKinley, 25. prezident USA (* 29. ledna 1843)
- 1916
  - Pierre Duhem, francouzský fyzik (* 10. června 1861)
  - Josiah Royce, americký filozof, logik a spisovatel (* 20. listopadu 1855)
- 1926 – John Dreyer, irský astronom (* 13. února 1852)
- 1927
  - Hugo Ball, německý spisovatel a básník (* 22. února 1886)
  - Isadora Duncan, americká tanečnice (* 26. května 1877)
- 1942 – Rubén Ruiz Ibárruri, syn španělské komunistické političky Dolores Ibárruri (* 9. ledna 1920)
- 1943
  - Jacob Gens, litevský vojenský lékař a učitel (* 1. dubna 1903)
  - Léonard Misonne, belgický piktorialistický fotograf (* 1. července 1870)
- 1944 – Heinrich Kühn, rakouský fotograf (* 25. února 1866)
- 1945 – Edgar Dacqué, německý paleontolog (* 8. července 1878)
- 1962
  - Erkki Raappana, finský generál (* 2. června 1893)
  - Frederick Schule, americký olympijský vítěz v běhu na 110 metrů překážek (* 27. září 1879)
- 1964
  - Lord Raglan, britský šlechtic, voják, včelař, farmář a nezávislý učenec (* 10. června 1885)
  - Vasilij Grossman, ruský spisovatel (* 12. prosince 1905)
- 1966 – Nikolaj Konstantinovič Čerkasov, sovětský herec (* 27. července 1903)
- 1968 – Ernest Neuschul, německý malíř a tanečník (* 17. května 1895)
- 1969 – Mauno Manninen, finský ředitel divadla, malíř a básník (* 26. června 1915)
- 1970 – Rudolf Carnap, německý filosof, matematik a logik (* 18. května 1891)
- 1976 – Pavel Karađorđević, jugoslávský regent (* 27. dubna 1893)
- 1979 – Núr Mohammad Tarakí, prezident a premiér Afghánistánu (* 15. července 1916)
- 1981 – Furry Lewis, americký zpěvák a kytarista (* 6. března 1893)
- 1982
  - Grace Kellyová, americká herečka a monacká kněžna (* 12. listopadu 1929)
  - Christian Ferras, francouzský houslista (* 17. června 1933)
  - Bašír Džamáíl, libanonský vojenský vůdce a krátce i prezident (* 10. listopadu 1947)
- 1984 – Janet Gaynorová, americká herečka (* 6. října 1906)
- 1997 – András Berkesi, maďarský spisovatel (* 30. listopadu 1919)
- 1998 – Jang Šang-kchun, prezident Čínské lidové republiky (* 5. července 1907)
- 2003 – Garrett Hardin, americký ekolog (* 21. dubna 1915)
- 2005 – Robert Wise, americký střihač, zvukař, filmový producent a režisér (* 10. září 1914)
- 2006 – Johnny Sekka, britský herec (* 21. července 1934)
- 2009
  - Patrick Swayze, americký herec a tanečník (* 18. srpna 1952)
  - Darren Sutherland, irský profesionální boxer (* 18. dubna 1982)
- 2011 – Rudolf Ludwig Mössbauer, německý fyzik, nositel Nobelovy ceny (* 31. ledna 1929)
- 2013 – Imrich Flassik, slovenský československý právník a politik (* 12. července 1924)
- 2021
  - Norm Macdonald, kanadský herec a komik (* 17. října 1959)
  - Jurij Sedych, sovětský atlet, kladivář (* 11. června 1955)
- 2022
  - Irene Papasová, řecká herečka a zpěvačka (* 3. září 1929)
  - Henry Silva, americký herec (* 23. září 1926)

## Svátky

### Česko
- Radka, Radoslava, Radslava, Radislava

### Svět
- Nikaragua: Výročí bitvy u San Jacinto

Pravoslavné církevní kalendárium (podle starého juliánského kalendáře 1. září):
- Začátek nového církevního roku (v roce 2006 je to 7515 od stvoření světa)
- Ct. Simeon Sloupník (+459)

## Pranostiky

### Česko
- Po svatém Kříži podzim se blíží.
- Na povýšení svatého Kříže odkud fouká vítr,
odtud přijde drahota.
- Svatý kříž – ovčí stříž.

| 14. září v pražském KlementinuÚdaje jsou platné k 8. 7. 2025. | 14. září v pražském KlementinuÚdaje jsou platné k 8. 7. 2025. | 14. září v pražském KlementinuÚdaje jsou platné k 8. 7. 2025. |
| minimum                                                       | denní průměr                                                  | maximum                                                       |
| ------------------------------------------------------------- | ------------------------------------------------------------- | ------------------------------------------------------------- |
| 5,4 °C (1977)                                                 | 15,7 °C (od 1961)                                             | 32,1 °C (1947)                                                |